# Humbertiella ocularis
Humbertiella ocularis är en bönsyrseart som beskrevs av Henri Saussure 1872. Humbertiella ocularis ingår i släktet Humbertiella och familjen Liturgusidae. Inga underarter finns listade i Catalogue of Life.